# Simprovised
«Simprovised» (укр. «Сімпровізація») — двадцять перша серія двадцять сьомого сезону мультсеріалу «Сімпсони», прем'єра якої відбулась 15 травня 2016 року у США на телеканалі «Fox».

## Сюжет
Барт і Ліса їдуть на день народження Ральфа. Барт розуміє, що новий будиночок на дереві Ральфа (побудований на гроші, які шеф Віґґам взяв із шафи для доказів) набагато кращий за його стару халабуду. Відчуваючи заздрість, Барт знищує свій будиночок на дереві.
Гомер збирається виступати зі щорічною промовою на Спрінґфлдській атомній електростанції. Він планує як завжди, використовувати жарти, почавши з одного про бабусю Ленні. Однак, Мардж наголошує, що бабусю перевели до реанімації, тому жартувати про неї не можна. Це дещо збентежує Гомера, оскільки жарти про неї були опорними для всього виступу.
Відчуваючи заздрість Ральфу, Барт знищує свій будиночок на дереві. Побачивши це, Мардж пропонує сину побудувати новий. Однак, коли він каже, що матері не вміють будувати будиночки на дереві, Мардж планує докласти багато зусиль і побудувати для нього найкращий будиночок на дереві.
Під час виступу Гомер так нервує, що втрачає свідомість на сцені. Як наслідок, у нього з'являється страх публічних виступів. Намагаючись розвеселити Гомера, Мардж веде його на комедійний стендап. На показі Гомер вражений талантом коміків-імпровізаторів. Згодом він, Ленні та Карл вирішують приєднатися до класу імпровізації, де Гомер дізнається, що він має талант. Вони вирішують створити власну комедійну трупу в таверні Мо, де виступ Гомера схвалюється громадськістю та критиками.
Пізніше, у новому будиночку на дереві, Мардж підслуховує, як Барта каже Мілгаусу, що немає потреби дякувати мамі, бо «це її робота». Мардж це дратує, і, коли за вечерею Барт ображає її невдячністю, вона йде з-за столу.
Тим часом Гомера та Лісу запрошують виступити на Спрінґфілдському крайовому фестивалі. Однак, коли ввечері Мардж, роздратована Бартом, дізнається про фестиваль, вона зопалу випадково підриває впевненість Гомера у власному виступі.
Наступного ранку Барт заносить Мардж сніданок у ліжко і просить вибачення (з допомогою Гомера). Врешті решт, вони миряться.
Пізніше на фестивалі Мо радить все ще невпевненому Гомеру, обдурити імпровізацію — Мо пропонує давати Гомеру ввідні жарти. Однак, Ліса дізнається про їхні плани і переконує Гомера зробити своє шоу належним чином. Він робить це, і його імпровізаційний виступ добре сприймається аудиторією.

### Homer Live (укр.Гомер наживо)
Наприкінці серії Ліса, Барт, Мардж та Меґґі представляють Гомера для виступа у прямому етері із «Секретного бункера Fox Studios». Гомер відповідає на дзвінки глядачів, тоді як на екрані з'являються кілька персонажів серіалу, що виконують якісь дії. Пізніше виявляється, що секретний бункер — це лише підробка, зроблена з картону посеред вітальні будинку Сімпсонів.

## Виробництво (Homer Live)

Гомер наживо

Вперше про спеціальне закінчення даної серії стало відомо від виконавчого продюсера Ела Джіна у лютому 2016 року. В інтерв'ю «CNN Money» він сказав, що «Ден Кастелланета [актор, що озвучує Гомера] буде в студії, і не тільки те, що він каже, вийде в прямому етері [одночасно для всіх часових поясів США], але і його рухи будуть захоплені перетворюючись в те, що робить Гомер на екрані». Гомер говоритиме про поточні події:
|                   | Він скаже щось поточне, на кшталт: «Чи можете ви повірити, що Дональд Трамп сьогодні застрелив людину» або що інше відбулося. |
| — засміявся Джин, | |

Під час сегменту Гомер відповідав на запитання, поставлені шанувальниками з 1 по 4 травня 2016 року трьома способами:
1. Використовуючи хештег #HomerLive на Твіттері. На твіти відповідали до і після сегменту безпосередньо на офіційній Твіттері Гомера Сімпсона (@HomerJSimpson)[1].
2. На офіційній Facebook-сторінці «Сімпсонів». На питання також відповідали до і після сегменту безпосередньо на сторінці «The Simpsons»[2].
3. Під час самого сегменту за номером телефону 1-888-726-6660[3]. Мелодія у режимі очікування абонентів взята зі вступу серії «Treehouse of Horror XXIV»; її склав музичний редактор серіалу Кріс Ледезма[4].

В інтерв'ю «Entertainment Weekly» на запитання про ідею виникнення сегменту Ел Джін відповів:
|  | Це смішно. Ми говорили про те, щоб зробити шоу про Гомера наживо «The Tonight Show» для промоції «Сімпсонів у кіно» із захопленням руху. Ми обговорювали це ще давно [у 2007 році], але, здається, технологія не відповідала тому, що ми хотіли. І тоді Джон Фрінк, який написав серію, сказав: «Ей, чому б нам не спробувати, щоб Гомер по-справжньому імпровізував в кінці епізоду?» Тож ми озирнулися на технологію захоплення руху, яка вдосконалилася… Інше, що приголомшливо, — це постійно імпровізація Дена Кастелленати. Він один із найкращих імпровізаторів. Ми не могли б мати когось кращого, щоб це робити. |

На запитання щодо можливої ідеї використання двох персонажів наживо, Джін відповів:
|  | Ми думали про це, але тоді було так: «Ким би була друга людина? Чи отримаємо ми знаменитість?» І ми думали, що для Гомера було б краще взаємодіяти з фанатами. |

В інтерв'ю «The Wall Street Journal» Девід Сільверман, продюсер та аніматор сегменту, додав: «Це не комп'ютерний малюнок; це анімація, яку ми туди вклали, і буде активована цими кнопками, цими тригерами».
Сегмент у прямому етерії було замінено на попередньо записане закінчення для міжнародних трансляторів серіалу та потокових стримінгів.
У Великій Британії востанню хвилину скасували показ серії, одночасно із США. Водночас у деяких регіонах Латинської Америки сегмент показали без звуку, лише із субтитрами. Для обох випадків були випущені «вибачення» від Гомера.
Згодом усі версії «Homer Live» були завантажені на YouTube.

## Цікаві факти і культурні відсилання
- Під час прем'єрного показу замість польоту у заставці під назвою був напис-нагадування глядачам задавати запитання.
- У будиночку на дереві Ральфа можна побачити повну колекцію «Хаток жахів».
- У 15 серії 8 сезону «The Itchy & Scratchy & Poochie Show» персонаж Джун Беламі каже Гомеру, що «мультиків у прямому ефірі не буває — аніматори не встигають малювати їх». Іронічно, що з розвиткому технологій, через 19 років після виходу серії Гомер «з'явився» наживо.

## Ставлення критиків і глядачів
Під час прем'єри серію переглянули 2,8 млн осіб з рейтингом 1.2, що зробило її найпопулярнішим шоу на каналі «Fox» тієї ночі.
Денніс Перкінс з «The A.V. Club» дав серії оцінку B+, сказавши:
|  | Що цікавого у подорожі Гомера у «Simprovised», так це те, як вона виростає з його характеру. Звичайно, серія досить впорядкована, оскільки ці останні три хвилини були відведені для великого рейтингу… Є навіть час для короткого, але ефективного підсюжету, коли Мардж злиться на Барта за те, що він не оцінив, що вона будує йому новий будиночок на дереві. Чесно кажучи, недостатньо розвинені сюжетні лінії, сповнені гегів, є сумним фактом життя сучасних «Сімпсонів», але «Simprovised» доводить, що навіть стиснута проста історія, добре розказана і вкорінена в персонажах, може бути як смішною, так і вражаючою. |

Водночас Тоні Сокол з «Den of Geek» дав серії дві з половиною з п'яти зірок, сказавши, що серія «була зворушливою, але для комедійного шоу, яке розповідає про комедію, сміх був незначним».
Джессі Шедін з «IGN» дав епізоду 6,4 з 10. Він критикував сам епізод, але насолоджувався заключною імпровізованою частиною. Він додав:
|  | Здебільшого ця серія була дуже хрестоматійною, про Сімпсонів пізньої ери. Було трохи гумору (здебільшого у першому акті), але переважно багато втрачених можливостей та добре зношеної сімейної драми Сімпсонів. Однак прямий ефір, який завершив епізод, безумовно, був бажаною зміною від норми. Цей сегмент довів, що це шоу час від часу може ризикувати і, до того ж, ці ризики можуть окупитись. |

Згідно з голосуванням на сайті The NoHomers Club більшість фанатів оцінили серію на 3/5 із середньою оцінкою 2,88/5.